# Người da đen thượng đẳng
Người da đen thượng đẳng hoặc chủ nghĩa da đen thượng đẳng là một niềm tin cực đoan chủng tộc cho rằng những người da đen là vượt trội ưu tú hơn những người thuộc các chủng tộc khác. Thuật ngữ này đã được sử dụng bởi Trung tâm Luật Nghèo đói miền Nam (SPLC), một tổ chức vận động pháp luật của Hoa Kỳ để miêu tả một số nhóm tôn giáo ở Hoa Kỳ.

## Các nhóm
Một số nhóm đã được mô tả như là đang nắm giữ hoặc quảng bá niềm tin siêu ưu việt của người da đen. Một nguồn được mô tả bởi nhà sử học David Mark Chalmers là "nguồn mở rộng nhất về chủ nghĩa cực đoan cánh hữu" của Trung tâm Luật Nghèo đói miền Nam (SPLC), một tổ chức phi lợi nhuận của Hoa Kỳ theo dõi tất cả các nhóm thù ghét và cực đoan ở nước Mỹ Hoa Kỳ. Các tác giả của Báo cáo Tình báo Hàng quý của SPLC đã mô tả các nhóm sau đây là những người theo thuyết cực đoan người da đen thượng đẳng:
- Nhóm The Israelite Church of God in Jesus Christ (ICGJC), có trụ sở tại thành phố New York, được diễn tả vào năm 2008 bởi SPLC là một nhóm "người da đen thượng đẳng" trong nước Mỹ và một phần của phong trào nổi dậy "chủ nghĩa người da đen thượng đẳng của phong trào người Hebrew Israel" đang phát triển. Nhóm ICGJC cả kinh cựu ước và kinh tân ước và sách kinh thánh Apocrypha là cuốn Sách Thánh dẫn dắt và soi sáng và có một cái nhìn khải huyền về sự kết thúc của thế giới.[3]
- Nhóm The Israelite School of Universal Practical Knowledge (ISUPK), có trụ sở tại Upper Darby Township tại Philadelphia.[4]
- Nhóm The Nation of Yahweh là một nhóm tôn giáo có trụ sở tại Hoa Kỳ được mô tả là người da đen thượng đẳng bởi SPLC. Nhóm này là một nhánh tách ra từ dòng tư tưởng của hội the Black Hebrew Israelite. Nhóm này được thành lập bởi người Mỹ Yahweh ben Yahweh (tên khai sinh là Hulon Mitchell Jr.) tên của ông có nghĩa là "Thiên Chúa Con Trai của Thiên Chúa" trong tiếng Do Thái. The Nation of Yahweh phát triển nhanh chóng trong suốt những năm 1980 và có trụ sở tại Miami, Florida và các nhà thờ ở 22 tiểu bang.[5]
- Nhóm The United Nuwaubian Nation of Moors được thành lập bởi người Mỹ Dwight York người đã được SPLC mô tả như là người ủng hộ niềm tin rằng người da đen thượng đẳng vượt trội ưu tú hơn người da trắng. SPLC báo cáo rằng những lời dạy của York bao gồm niềm tin rằng "người da trắng là 'quỷ', không có trái tim và không có linh hồn, màu sắc làn da trắng của người da trắng là kết quả của bệnh cùi và gien di truyền hạ đẳng thấp kém. SPLC mô tả hệ thống niềm tin Nuwaubianism như là "sự kết hợp giửa tư tưởng người da đen thượng đẳng với sự tôn thờ những vị thần Ai Cập và các kim tự tháp, một niềm tin trong các vật thể bay không xác định và các thuyết âm mưu liên quan tới hội kín Illuminati và the Bilderbergers.[6]

Tổ chức thông tấn xã Associated Press mô tả các giáo lý của Quốc gia Hồi giáo là đã trở thành chủ nghĩa cực đoan người da đen thượng đẳng cho đến năm 1975, khi mà Warith Deen Mohammed đã kế nhiệm cha mình làm người lãnh đạo môn phái.